# Lobus vindex
Lobus vindex är en tvåvingeart som först beskrevs av Emile Janssens 1954.  Lobus vindex ingår i släktet Lobus och familjen rovflugor.
Artens utbredningsområde är Kongo. Inga underarter finns listade i Catalogue of Life.